# 1674
1674. је била проста година.

## Догађаји

### Фебруар
- 19. фебруар — Потписан Вестминстерски мир којим је окончан Англо-холандски рат, а Нова Низоземска, подручје данашњег Њујорка, припала Енглеској.